# Pehlen

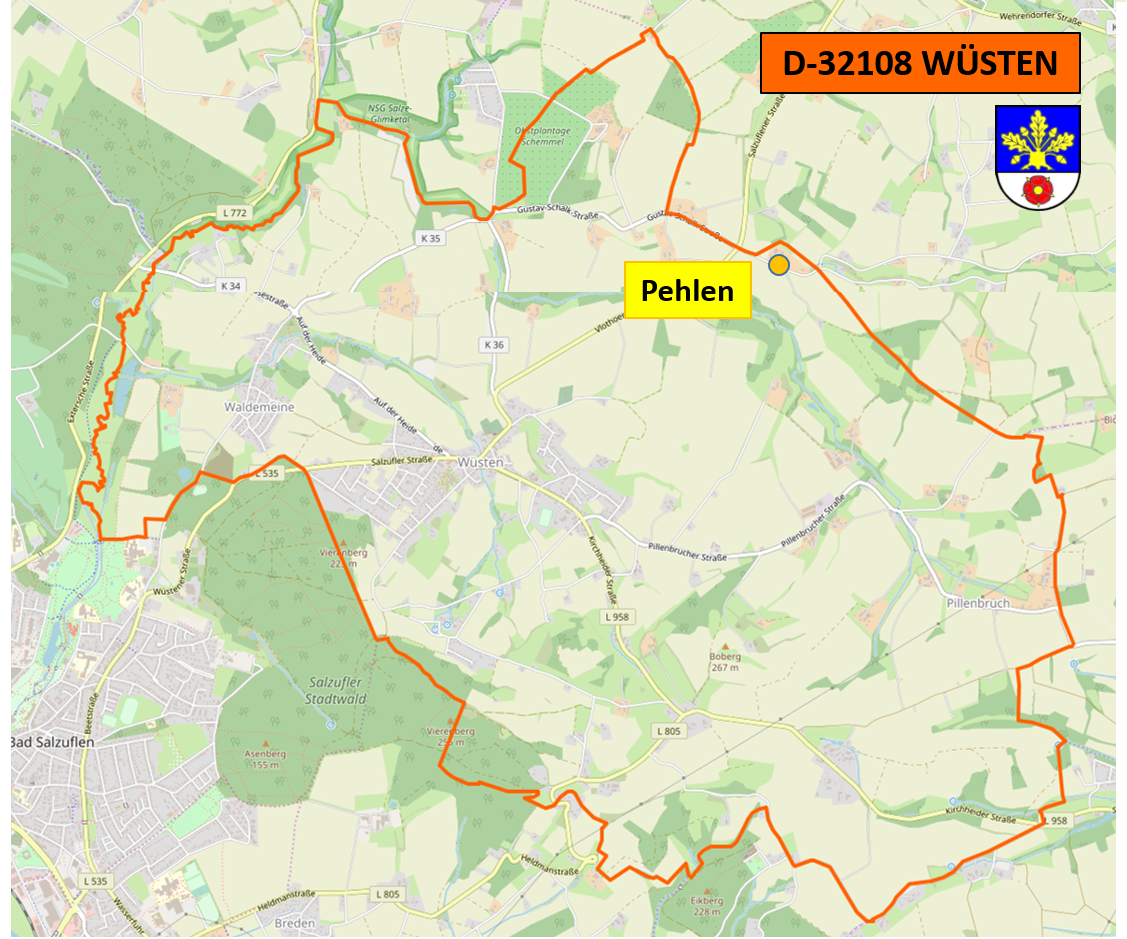
Lage Pehlens in Wüsten

Pehlen ist ein zum Stadtteil Wüsten gehörender Ortsteil der lippischen Stadt Bad Salzuflen im Nordosten Nordrhein-Westfalens.

## Geographie

### Lage
Die Siedlung liegt etwa zwei Kilometer nordöstlich von Wüsten, oberhalb des Glimketals, zwischen Wüsten, dem Vlothoer Ortsteil Valdorf im Norden und Lemgo-Welstorf im Osten.
Nördlich von Pehlen verläuft die Gemeindegrenze zu Vlotho, die hier gleichzeitig die Kreisgrenze zum Kreis Herford bildet.

## Geschichte
Hier, an der lippischen Grenze nach dem ehemaligen Land der Sachsen, wurden schon vor mehr als 800 Jahren zwei Meierhöfe genannt: der ‚Tieß-Hof‘ und der ‚Pedeler Sundern-Hof‘; beide hatten an die Oberlehensherrin, die Äbtissin zu Herford, jährlich drei Fuder Brennholz, ein Schaf und 33 Scheffel Getreide(mehl) zu liefern. 1359 übergingen mehrere Güter – darunter auch die beiden genannten Höfe – im lippischen Norden in den Besitz des Friedrich von Callendorp, Ritter auf der Burg Varenholz, und später an die Herren von Wend in Varenholz. Zwischen 1536 und 1787 wechselten die Höfe im Zuge von Grenzziehungen immer wieder ihre Besitzer.

### Name
Das Wort leitet sich wohl aus „pith“ = „Sumpf“ und „loh“ = „Gehölz“ ab, also ein sumpfiges Waldgebiet beim Tal der Glimke.
Folgende Schreibweisen sind historisch belegt: Pythelon (Ende des 12. Jahrhunderts), Pethelen (1241), Pedelen (um 1270, 1475, 1487), Pedele (1317), Pedelon (1321), Pedellen (1359), Pedeln (1489), Pedelln (1545 im Landschatzregister), Pegeln (1562 im Landschatzregister), Pehle (1615 im Salbuch), Pehlen (1618 im Landschatzregister), Pehdelen (1620 im Salbuch) und Pedeln (1658).

### Einwohnerentwicklung
| Jahr          | 1880 | 1895 | 1911    |
| ------------- | ---- | ---- | ------- |
| Wohnhäuser    | 17   | 12   | 14      |
| Haushaltungen | 21   | 15   | 12      |
| Einwohner     | 105  | 76   | 33 / 38 |

## Kultur und Sehenswürdigkeiten

### Höfe und Häuser
- Pehlen Nr. 1

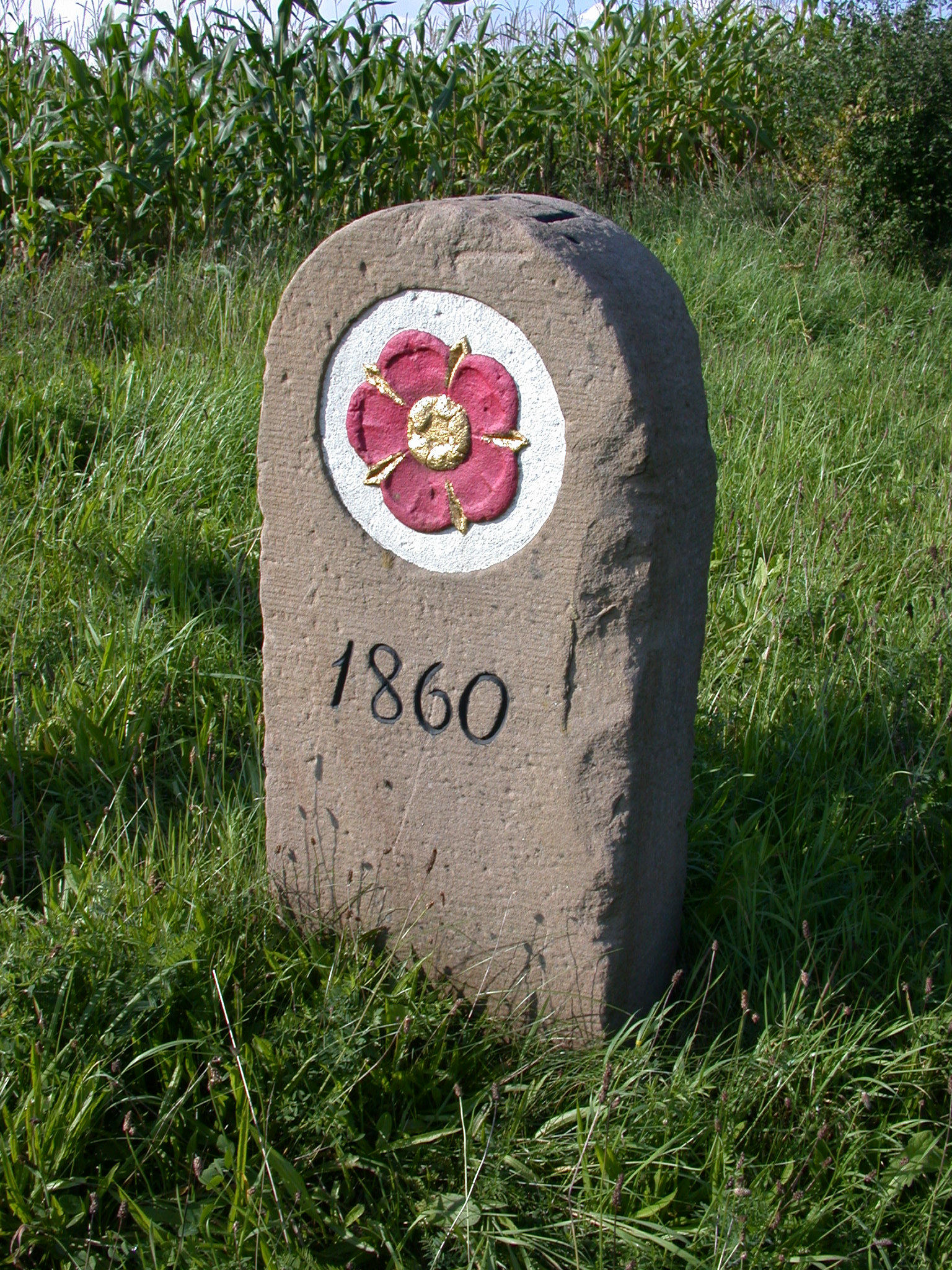
Grenzstein „GR-040-51“ zeigt die Lippische Rose

  - die Torbogeninschrift lautet 0ANNO 1843 DEN 8 T JULI HAT JOHAN BARTOL JOBESTHARDE UND LOUISE WILHELMIENE BONNEMEIERS DIESES HAUS LASEN BAUEN DIE GNADE ABER DES HERRN WAHRET VON EWIGKEIT ZU EWIGKEIT UBER DIE SO IHN FURTEN UND SEINE GERECHTIGKEIT AUF KINDESKIND BEI DEN DIE SEINEN BUND HALTEN UND GEDEN KEN AN SEINE GEBOTE DAS SIE DARNACH THUN  – M(eister) JOHAN HEINRICH STURHAN[8]
- Pehlen Nr. 2, bereits im 13. Jahrhundert genannt
  - die Torbogeninschrift lautet 01860 den 28en Juli ist dieses Haus durch Gottes Hülfe erbauet von Johann Barthold Albertsmeier und dessen Sohn Johann Henrich Schuckmann. Ich bin erbaut aus Holz und Stein. Mein Dauern steht bei Gott allein Schützt Herr vor Unglück Feuersbrunst – Sonst ist umsonst all Menschenkunst – M.(eister) P. Kordes[8]
- Pehelen Nr. 2c: vor dem Westgiebel Naturdenkmal „Linde“ im Garten
- Pehlen Nr. 3 und 3d: Hof mit Hauptgebäude, Kötterhaus, Leibzucht und Remise; → siehe Hauptartikel „Baudenkmal Hofanlage Albertsmeier“

### Grenzsteine
Entlang der ehemaligen Grenze des Fürstent(h)ums Lippe zum Freistaat Preußen bzw. der Grafschaft Ravensberg stehen rund 50 Landesgrenzsteine, die als Baudenkmale in die Denkmallisten von Bad Salzuflen, Herford und Vlotho eingetragen worden sind. Bei Pehlen sind noch die Grenzsteine „GR-040-44“, „GR-040-51“ (Foto), „GR-040-52“ und „GR-040-53“ vorhanden.

## Verkehr
Die beiden wichtigsten Straßen sind die Vlothoer Straße und Pehlen.

### Öffentlicher Nahverkehr
Nach dem Haus Gustav-Schalk-Straße 109 gibt es die OWL-Verkehr-Haltestelle „Pehlen“, die nächsten Bahnhöfe sind Vlotho, Lemgo und Bad Salzuflen.